# Bothrocara molle
Bothrocara molle és una espècie de peix de la família dels zoàrcids i de l'ordre dels perciformes.

## Morfologia
- Els mascles poden assolir 56 cm de longitud total.[3][4]

## Hàbitat
És un peix marí i d'aigües profundes que viu entre 60-2.688 m de fondària.

## Distribució geogràfica
Es troba al Pacífic nord (des del Japó i els mars de Bering i Okhotsk fins a la Colúmbia Britànica -el Canadà- i Mèxic) i a l'Atlàntic sud (Illa Geòrgia del Sud).

## Observacions
És inofensiu per als humans.